# Teach Me Tonight

Teach Me Tonight est une chanson écrite en 1953 par le compositeur Gene de Paul et le parolier Sammy Cahn.
Durant les années 1940 et 1950, Sammy Cahn a travaillé régulièrement avec les compositeurs Saul Chaplin et Jule Styne, par la suite il collabora de manière plus épisodique avec Axel Stordahl (en), Paul Weston (en), ou encore Gene de Paul. C'est avec ce dernier qu'il écrivit Teach Me Tonight.
La chanson connut un grand succès aux États-Unis, elle fut enregistrée en 1954 par plusieurs artistes, dont les DeCastro Sisters (en) et Jo Stafford. Leurs deux versions figurèrent dans le classement des ventes établi par Billboard magazine, respectivement à la 2e et à la 15e place. La même année, l'interprétation de Dinah Washington figura au classement rhythm and blues,. La version des sœurs DeCastro, enregistrée avec l'orchestre de Skip Martin (en), se classa également à la 20e place des charts britanniques en 1955. 
Teach Me Tonight fut reprise en 1962 par l'acteur George Maharis et atteignit la 25e place du Billboard Hot 100 ; depuis, la chanson a été interprétée dans différents styles musicaux par de nombreux artistes. Elle figure notamment sur les albums Up-Tight de Stevie Wonder, sorti en 1966, et, dans une version comportant des paroles retouchées par Cahn, sur L.A. Is My Lady (en) de Frank Sinatra, paru en 1984. Elle est reprise en 1981 par Al Jarreau.